# サムライガール
サムライガールとはみかづき紅月による小説作品で代表作。挿絵はYUKIRIN。
基本的に一巻完結の多い美少女文庫では例外的に最長のシリーズ作品となった。
同じ作者の作品で『サムライガールは俺の嫁!?』があるが続編ではない。

## あらすじ
かつては名門校だったが今は不良高校として悪名高い高森高校に通う高校生・小田直弥のもとにサムライを名乗る女子高生・久遠刹那が風紀粛清のためにやってくる。二人は京都で知り合って後に転校して来た竜王子かなでや下鴨嵐とともにサムライ部を設立するが他のサムライたちが勝負を挑んでくることになる。

## 登場人物
銘刀の使い手はみなオッドアイという設定。いわゆるハーレムものではないため各ヒロインごとに相手がいる。
- 小田直弥： 高森学園の生徒。事故で希望の高校に受験できなかった。カツ上げされているのに見かねた刹那から剣道の手ほどきを受けることになり、それがきっかけで刹那と肉体関係を持つ。後に刹那と仮祝言を挙げる。サムライ部の部員。情事の際は刹那をリードすることが多い。
- 久遠刹那：高森学園の理事長・久遠蒼十郎の孫。聖ニコラウス女学園から転校して来た。銘刀蒼月の使い手。飛天蒼月流皆伝。小田と結ばれることで蒼月の正式な継承者となる。後にサムライ部を設立。黒と青のオッドアイ。Fカップ。飛行機恐怖症。
- 竜王子かなで：京都の下鴨神社の巫女。直弥や刹那と同年齢。銘刀緋月の使い手。緋月一心流師範代。嵐と結ばれることで正式な継承者となる。修学旅行で京都に来ていた刹那に他流試合を挑んだことで知り合う。後に高森学園に転校しサムライ部に入部。銀髪で片方が赤いオッドアイ。京都弁。
- 下鴨嵐：かなでの幼馴染みで主。12歳、飛び級で高森学園に転校しサムライ部に入部。直弥と同じく情事の際はかなでをリードする。
- 銀城谷舞羅：新高校１年生でサムライ部に入部。小学生と間違われるほど小柄。長刀「暁月」の使い手。高山と結ばれることで正式な継承者となる。ゴスロリ服を着用。父は人間国宝の刀匠、銀城谷吉光。金髪で片方が緑のオッドアイ。
- 高山清二：直弥の同級生。リーゼントの不良。後にサムライ部に入部。
- 夕凪姫葉：聖ニコラウス女子校の生徒会長。
- 葛葉こがね：聖ニコラウス女子校の生徒。
- 近峰冷羽：高森学園に赴任して来た校医。その正体は「紅き死神」として青竜偃月刀・月夜叉で世界各国の名刀を狩り続けているが、正式な所有者ではないためオッドアイではない。賢という弟がいる。
- サクラ：秘密結社「闇咲く薔薇」のメンバー。黒い甲冑を着用しているため黒騎士とも呼ばれる。蒼月の伝承者である刹那とその祖父をある理由から憎んでいる。オッドアイではない。「紅十字」の現総帥であるリオンとは幼馴染。
- ルスカス：「闇咲く薔薇」のメンバーの騎士。
- ジャスミン：「闇咲く薔薇」のメンバーの騎士。

## 既刊情報
1. サムライガール（2005年12月、ISBN 4-8296-5770-7）[1]
2. サムライガール 〜身も心も（2006年7月、ISBN 4-8296-5788-X）[2]
3. サムライガール 〜恋せよ、乙女（2006年12月、ISBN 4-8296-5800-2）[3]
4. サムライガール 〜燃えよ剣♥（2007年6月、ISBN 978-4-8296-5816-1）[4]
5. サムライガール 〜愛しさと切なさと（2007年9月、ISBN 978-4-8296-5823-9）[5]
6. サムライガール 〜決戦はパリで！（2008年1月、ISBN 978-4-8296-5835-2）[6]

## 関連商品
2008年2月に第一巻の『サムライガール』がschoolzoneよりPCアニメノベル化して発売された。久遠刹那役は楠鈴音。
この他ソリッドシアターから久遠刹那の1/7スケールのフィギュアが発売された。